# Поскребишев Олег Олексійович
Поскре́бишев Оле́г Олексі́йович (*10 липня 1930, село Бані, Удмуртія — †16 липня 2007) — удмуртський поет, класик російської поезії, публіцист, перекладач, Народний поет Удмуртії.

## Біографія
Народився Олег Олексійович в невеликому російському селі Бані Кезького району Удмуртської АРСР третьою дитиною в родині селянина. 1937 року почав навчатись в місцевій початковій школі, потім, в 1941–1944 роках, в Озоно-Чепецькій школі. Під час війни 1944 року працював на будівництві залізниці Іжевськ-Пібаньшур. В 1944-1946 роках продовжив навчання в Дебьоській школі. 1947 року закінчив Кезьку школу та вступив до Іжевського медичного інституту, але через трагічну смерть батька залишив навчання і повернувся до рідного села допомагати родині. 1947 року працював у місцевому колгоспі, 1950 року вступив до Глазовського вчительського інституту на відділення російської мови та літератури, з відзнакою закінчив його 1952 року. В 1952-1953 роках працював вчителем російської мови та літератури спочатку в Пужмезькій школі, а через рік — в Кезькій. Одночасно навчався заочно і 1959 року отримав вищу педагогічну освіту в Глазовському педагогічному інституті. Всього за життя вчителем Олег Олексійович пропрацював 20 років.
1967 року Поскребишев був прийнятий до Спілки письменників СРСР. В 1970 році він був делегатом III з'їзду письменників РРФСР, в 1971 році — V з'їзду, а в 1976 році — VI з'їзду письменників СРСР. З 1972 року знаходився на професійній творчій роботі, двічі обирався депутатом Іжевської міської ради, був членом редколегії російських журналів, членом правління Спілки письменників Удмуртії, ради з літератури народів РРФСР, делегатом з'їздів Спілки письменників РРФСР та СРСР, головою Ради з роботи з творчою молоддю при Раді письменників Удмуртії, входив до складу президії Удмуртського республіканського комітету захисту миру.

## Нагороди
Олег Олексійович має величезну кількість нагород та звань. Перше звання «Відмінник народної просвіти РРФСР» йому було присвоєно 1970 року, потім був нагороджений орденом «Знак Пошани» 1972 року. Його ім'я занесене до районної книги трудової слави, ще коли він був вчителем Кезької школи. Нагороджений медаллю «За доблесну працю. На знак 100-річчя від дня народження В. І. Леніна» (1970), знаком «Відмінник культурного шефства над Збройними силами СРСР». В 1985 році нагороджений медаллю «Ветеран праці», в 1993 році отримав «Медаль «За доблесну працю у Великій Вітчизняній війні 1941—1945 рр.»», 1996 року — орденом Дружби народів, 1997 року — почесним знаком товариства «Знання».
В різні роки Олег Олексійович ставав лауреатом премій журналів та газет Росії — «Наш современник», «Волга», «Урал» (двічі), «Уральский следопыт» (двічі), «Литературная Россия», «Учительская газета» та інші. Входив до редколегії журналу «Урал» (Єкатеринбург), був членом редради журналу «Уральский следопыт» (Єкатеринбург), членом редради видавництва «Современник» (Москва). Неодноразово представляв літературу Удмуртії за її межами, брав участь в Днях російської та радянської літератури, організованих Спілкою письменників РСФСР та Спілкою письменників СРСР, — в Комі, Мордовії, Марій Ел та інших. В 1980 році Олегу Олексійовичу було присвоєно звання «Заслужений працівник культури Удмуртії», в 1985 році нагороджений грамотою Спілки письменників РРФСР, 1987 року йому присвоєно звання «Народний поет Удмуртії». За збірку віршів «Застолиця» Поскребишев був нагороджений премією комсомолу Удмуртії, а за книги «Страда» та «Матиця» — Державною премією Удмуртії (1977).
26 жовтня 1995 року Поскребишеву було присвоєно звання «Почесний громадянин Удмуртії». 2002 року його ім'ям названа вулиця селища Кез, того ж року йому присвоєно звання «Почесний професор Глазовського державного педагогічного інституту імені В. Г. Короленка», 2007 року, в рік смерті поета, йому було встановлено меморіальну дошку на будівлі Глазовського інституту, а 2009 року — відкрито меморіальний кабінет в Кезькому краєзнавчому музеї, який також отримав його ім'я.

## Творчість
Перші вірші були опубліковані 1952 року в глазовській міській газеті. Його вірші перекладені багатьма мовами народів Росії, виходили в місцевому та центральних видавництвах, в місцевих та столичних газетах і журналах, в колективних збірках, альманахах та антологіях. Поетичні твори стали з'являтись в республіканських та центральних періодичних виданнях з середини 1950-их років. Вже перша збірка віршів поета «Моє покоління» (1960) виражала його чітку громадянську позицію. Світогляд поета формувався в процесі вивчення історії російського та удмуртського фольклору. Для ліричного героя творів характерна активна життєва позиція, водночас самозаспокоєння та апатія. Як писав В.Захаров: «Поезія Поскребишева прониклась відчуттям зібраності, миру, духовної спорідненості з людьми».
Всі багатожанрові твори поета (вірші, поеми, розповіді, нариси, есе) відмічені глибиною думки, захистом високих характерних принципів — неприйняттям зла та негативних явищ у суспільному житті. Історична тема творів зайняла помітне місце в творчості поета, високу оцінку якому давали Флор Васильєв, В.Боков, В.Цибін, М.Кузін, М.Числов, В.Дементьєв, В.Захаров та інші критики, письменники та поети Росії та Удмуртії.
Сім збірок віршів поета, які отримали високу оцінку в столичній періодиці, вийшли в московських видавництвах: «Як чорний хліб» (1971), «Пісня колосків» (1972), «Матиця» (1976), «Подалі від великих міст» (1977), «Отчий дім» (1979), «Коли поглинаєшся в світ великий» (1983), «Посох» (1985). З початку 1990-их і до смерті поет плідно працював, вийшли його книги «Різнотрав'я» (розповіді, нариси, есе), збірки віршів «Я вам стану у пригоді» (1995), «Щоб лилось до світла світло» (1999), «Круг життя над полями» (2001), «Зраділа миру душа» (2004), «Коли перекладаю вірші друзів…» (2005).
Олег Олексійович отримав признання в Росії як письменник нарисів (книги «Завтра стукає у двері», «Вічне поле Батьківщини», публіциста, критика, автора статей про поезію, творця літературних портретів письменників. Поскребишев автор всього 27 книг поезії та прози, 7 з яких видані у Москві, інші — в Іжевську. Окрім публікацій у всіх республіканських друкованих органах Удмуртії, твори поета друкувались у багатьох всеросійських газетах та журналах — «Правда», «Советская Россия», «Комсомольская правда», «Сельская жизнь», «Учительская газета», «Литературная Россия», «Книжное обозрение», «В мире книг», «Наш современник», «Нева», «Звезда», «Молодая гвардия», «Юность», «Урал», «Уральский следопыт», «Волга», «Север», «Октябрь», «Огонёк», «Дружба народов», «Аврора», «Москва» та інші.
Вірші поета були перекладені на мови народів Росії та іноземні мови — удмуртська, українська, білоруська, карельська, комі, марійська, чуваська, мансійська, бурятська, німецька, англійська. Завдяки його перекладацькій роботі російські читачі отримали твори Миколи Байтерякова, Флора Васильєва, Г.Ходирєва, Данила Яшина, В.Ванюшева та інших удмуртських письменників. Вірші поета були покладені на музику композиторами Германом Корепановим, Геннадієм Корепановим-Камським, Миколою Шкляєвим, Н.Новожиловим, Є.Кописовою. Ним написані вірші для пісень та арій до опери Германа Корепанова та Олександра Корепанова «Бунт».